# Renée Jones-Bos
Regina Veronica Maria (Renée) Jones-Bos (Oud-Beijerland, 20 december 1952) is een voormalig Nederlands diplomaat en topambtenaar. Ze was onder meer ambassadeur voor Nederland in Washington (Verenigde Staten) en Moskou (Rusland) en van 2011-2016 was zij secretaris-generaal van het ministerie van Buitenlandse Zaken.

## Opleiding
Na haar middelbareschoolopleiding studeerde Jones-Bos in Perugia (Italiaans, 1972), Antwerpen (Russisch, Engels, politiek en economie - tot 1976) en Sussex (Ruslandkunde, 1977), waarbij ze zich onder meer toelegde op internationale economie en de Sovjet-Unie.

## Carrière

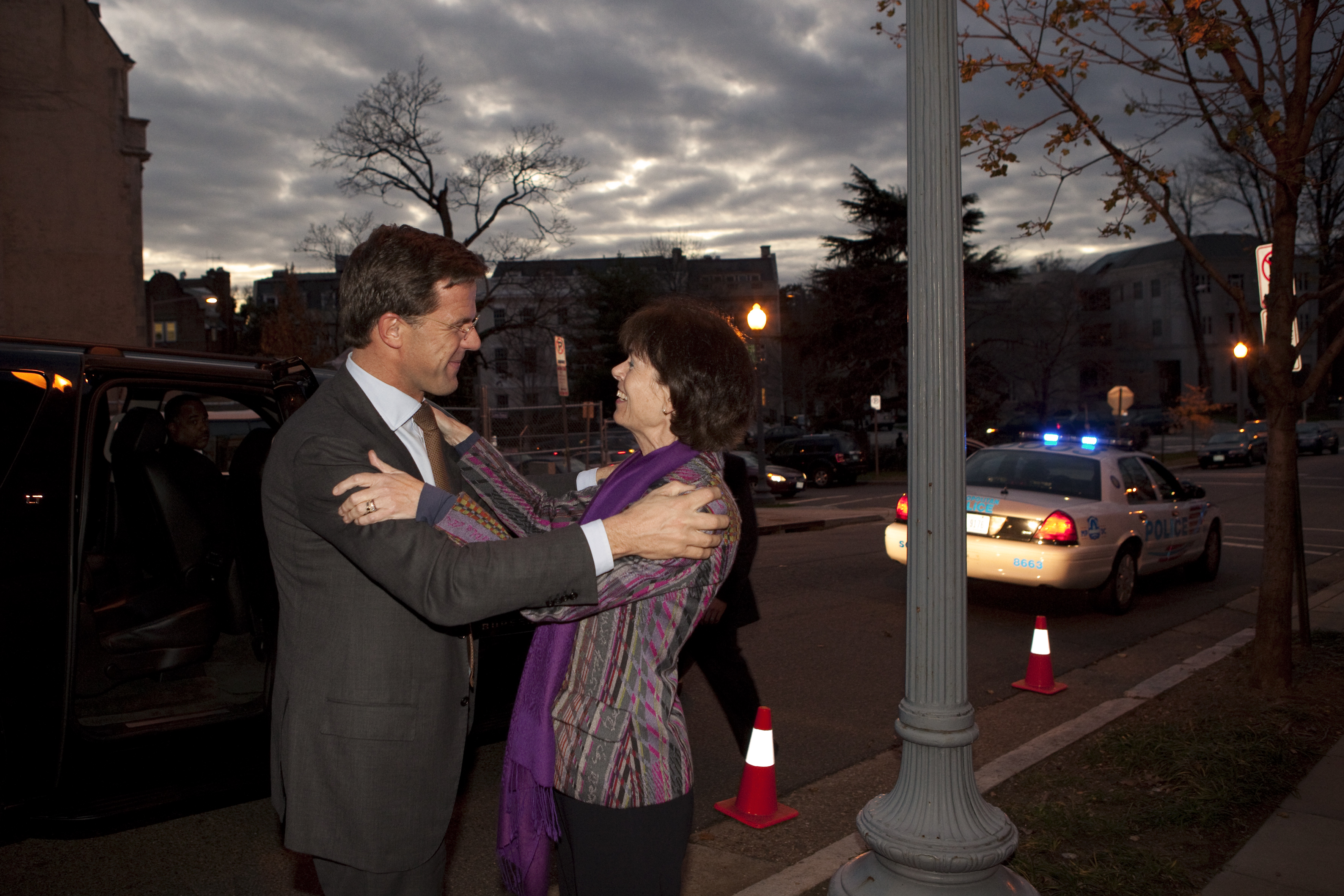
Jones-Bos ontvangt minister-president Mark Rutte in 2011 in Washington

Aan het begin van haar loopbaan werkte Jones-Bos als vertaler en tolk. Ze spreekt Nederlands, Engels, Frans, Duits, Italiaans en Russisch. Na werkzaamheden op de Nederlandse ambassade in Moskou en een diplomatentraining bekleedde ze posten in Dhaka, Paramaribo, Praag en Washington. Ook was ze coördinator voor de Veiligheidsraad en ambassadeur voor de mensenrechten op het Nederlandse ministerie van Buitenlandse Zaken.
Washington was haar eerste "echte" ambassadeurspost.
In de wandelgangen werd ze al geruime tijd genoemd als kandidaat voor de post van secretaris-generaal en ze werd op 23 december 2011 dan ook in die functie bij het ministerie van Buitenlandse Zaken benoemd. Vanwege de uitoefening van deze functie riep het feministische tijdschrift Opzij Renée Jones-Bos in 2012 in de Opzij Top 100 uit tot de Meest invloedrijke vrouw van dat jaar. Op 30 april 2013 bekleedde ze het ambt van Wapenheraut tijdens de inhuldiging van Koning Willem-Alexander in de Nieuwe Kerk in Amsterdam.
In 2016 werd Renée Jones-Bos benoemd tot ambassadeur van Nederland in Rusland. Op 21 november 2018 was zij in deze functie te zien in het tv-programma Floortje en de ambassadeurs van Floortje Dessing. In 2019 ging Renée Jones-Bos met pensioen.
Vanaf 1 mei 2020 zal Renée Jones-Bos de evaluatiecommissie Wet op de inlichtingen- en veiligheidsdiensten als voorzitter leiden.
- Parlement.com: vhy1gzwlcjzu